# Аппиан из Павии
Аппиан (800 год) — отшельник из Павии. День памяти — 4 марта.
Святой Аппиан (Appian) был родом из Лигурии. Поступив в монастырь святого Петра на Золотом Небе (Monastero di San Pietro in Ciel d'Oro) в Павии, он стал вести жизнь отшельника. Впоследствии, скрываясь от людских глаз на берегах Адриатического моря близ Комаккьо, он, тем не менее, обратил ко Господу многих обитателей тех мест.